# 5-메틸인돌
5-메틸인돌(영어: 5-methylindole)은 화학식이 C9H9N인 자극성 유기 화합물이다. 5-메틸인돌은 단백질 키네이스의 스타우로스포린-유사 비스인돌 저해제와 같은 다양한 약리학적 특성을 가진 화합물의 합성에서 중간생성물로 사용된다.

## 같이 보기
- 인돌
- 메틸기
- 1-메틸인돌
- 2-메틸인돌 (메틸케톨)
- 스카톨 (3-메틸인돌)
- 7-메틸인돌